# Slaghök

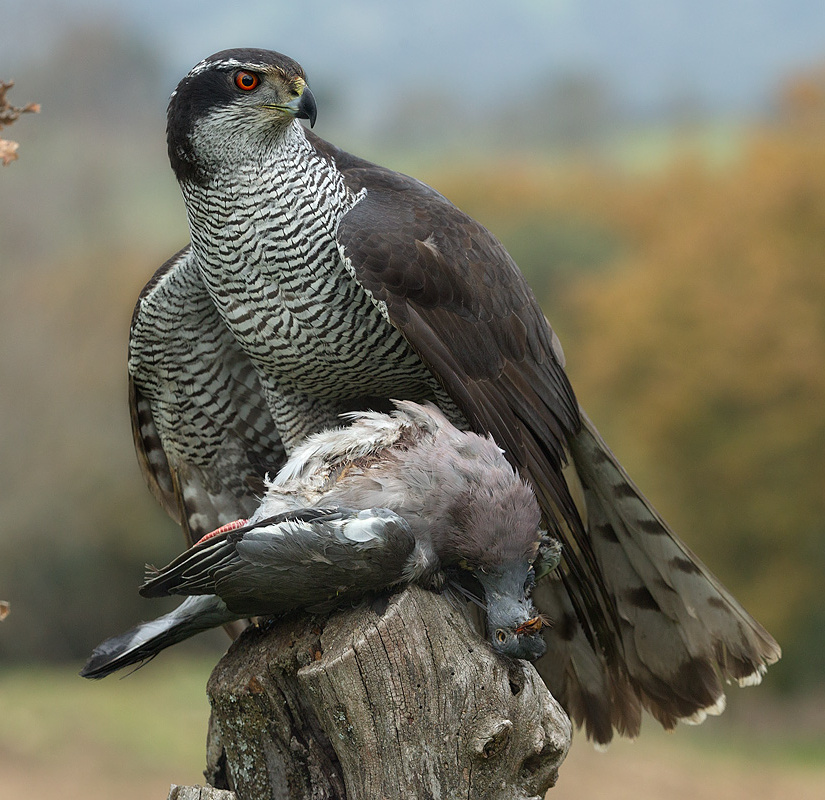
Duvhöken, en vedertagen slaghök.

Slaghök (fornsvenska: slaghhöker) är en folklig benämning på stora och farliga rovfåglar, eller snarare hökar, vråkar och falkar med mera, ej örnar eller gamar. Enligt Svenska Akademiens ordbok från 1976 avser begreppet just rovfåglar som betraktas som skadedjur, vilket kan avse rovfåglar som exempelvis tar tamdjur, såsom kycklingar.

## Etymologi
Vad förledet slag egentligen står för är oklart och kan ha erhållit olika och ny förståelse genom begreppets historia. Namnet är belagt redan i fornsvenskan, då som fornsvenska: slaghhöker.
Begreppet kan ha myntats ur rovfåglar som jagar genom att störtdyka på sina byten och slå dem i farten med knutna fötter (vanligen mot bytets huvud), såsom hos pilgrimsfalk och präriefalk med mera.
En annan möjlighet är att förledet betyder såsom ”tillslag”, alltså att det avser attacker, eller kanske snarare just attacker mot människor, om de ska vara skadedjur. Detta förled förekommer i sammansättningen slagbjörn, vilket är ett gammalt begrepp för björnar som vant sig vid att äta kött och går till attack mot både stora djur och människor.

## Slaghökar
Följande fåglar har dokumenterats kallats för slaghökar:
- Bivråk (Pernis apivorus)[4][5]
- Duvhök (Astur gentilis)[4]
- Fjällvråk (Buteo lagopus)[1]
- Ormvråk (Buteo buteo)[4]
- Pilgrimsfalk (Falco peregrinus)[6]

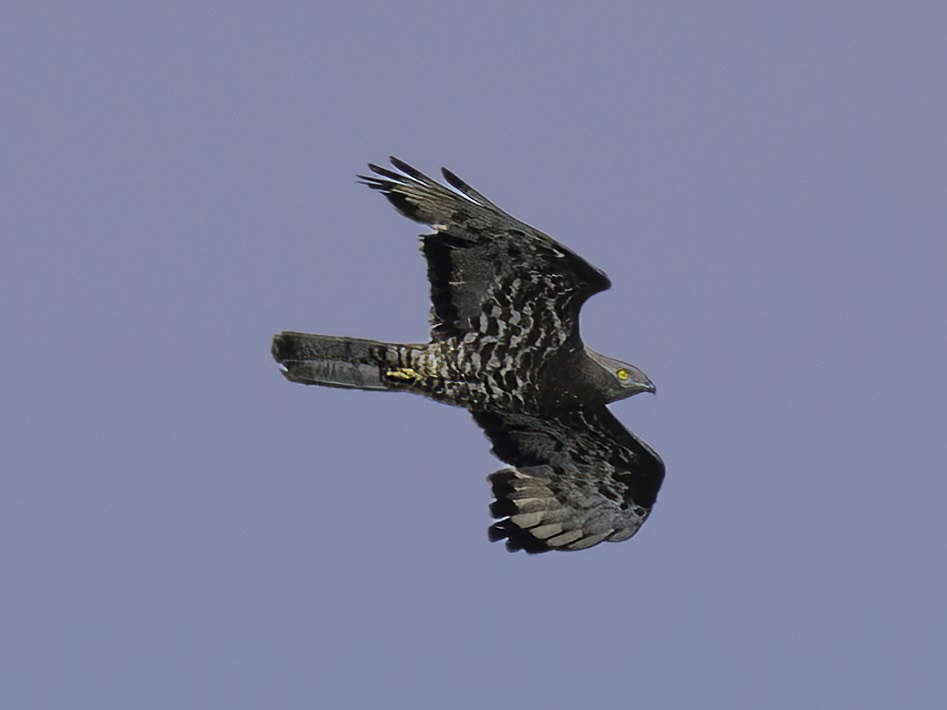
Bivråk (Pernis apivorus)
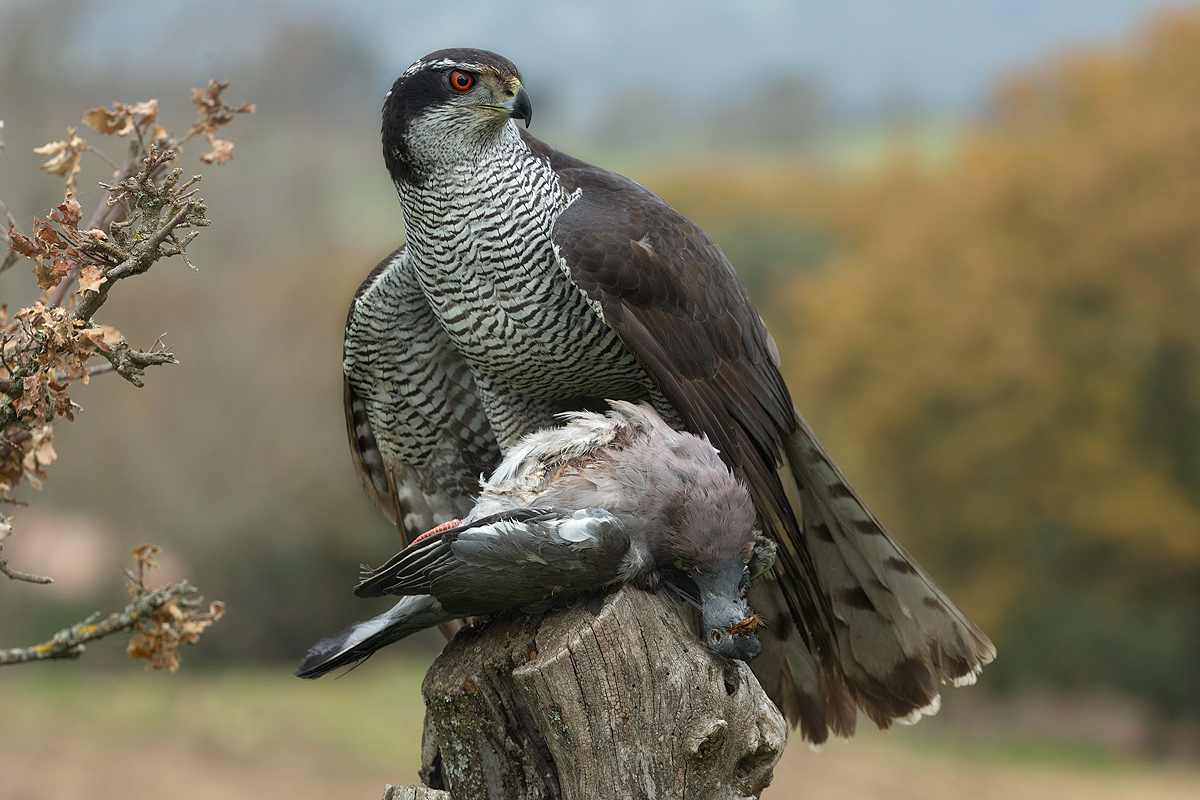
Duvhök (Astur gentilis)
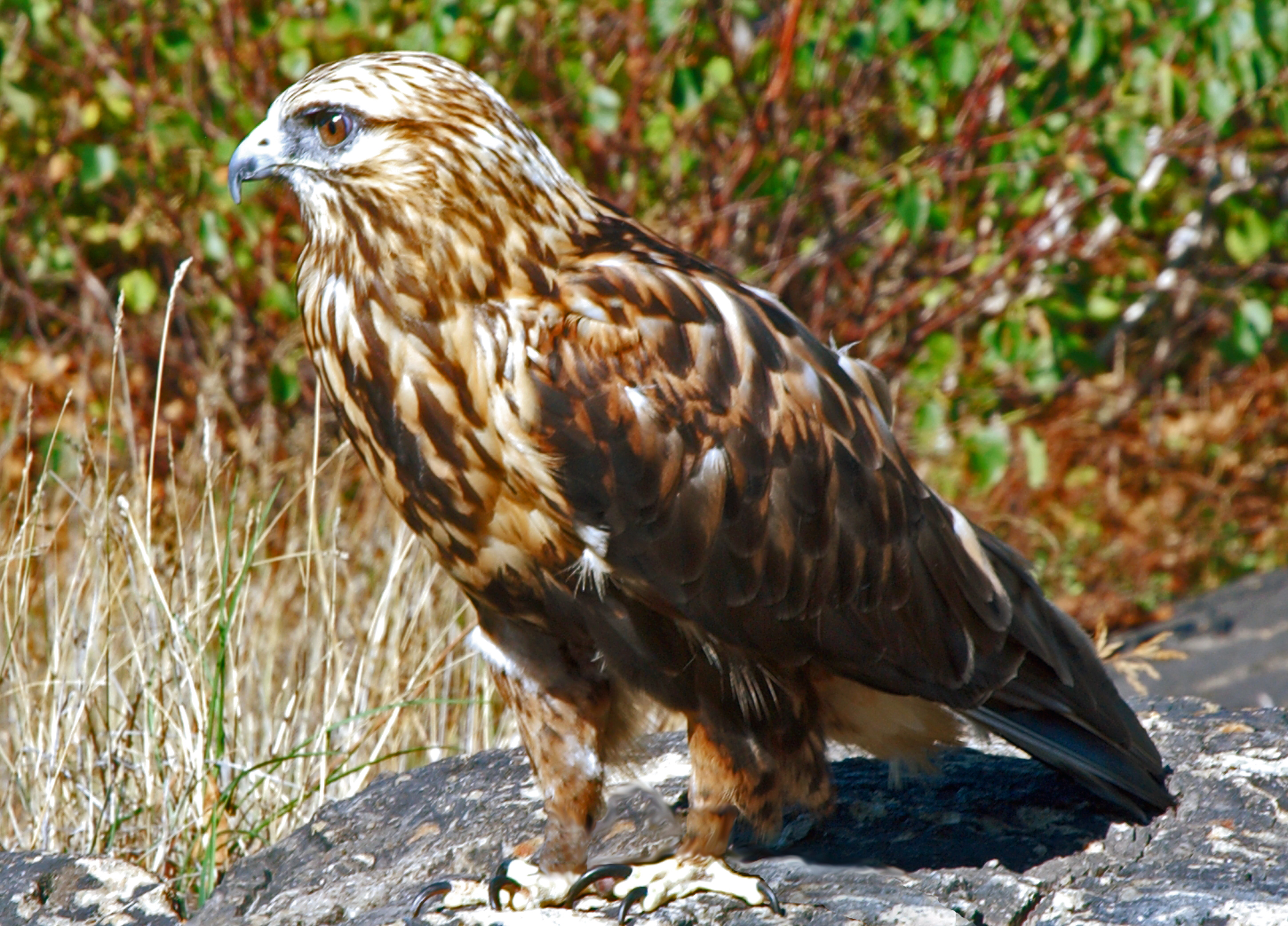
Fjällvråk (Buteo lagopus)
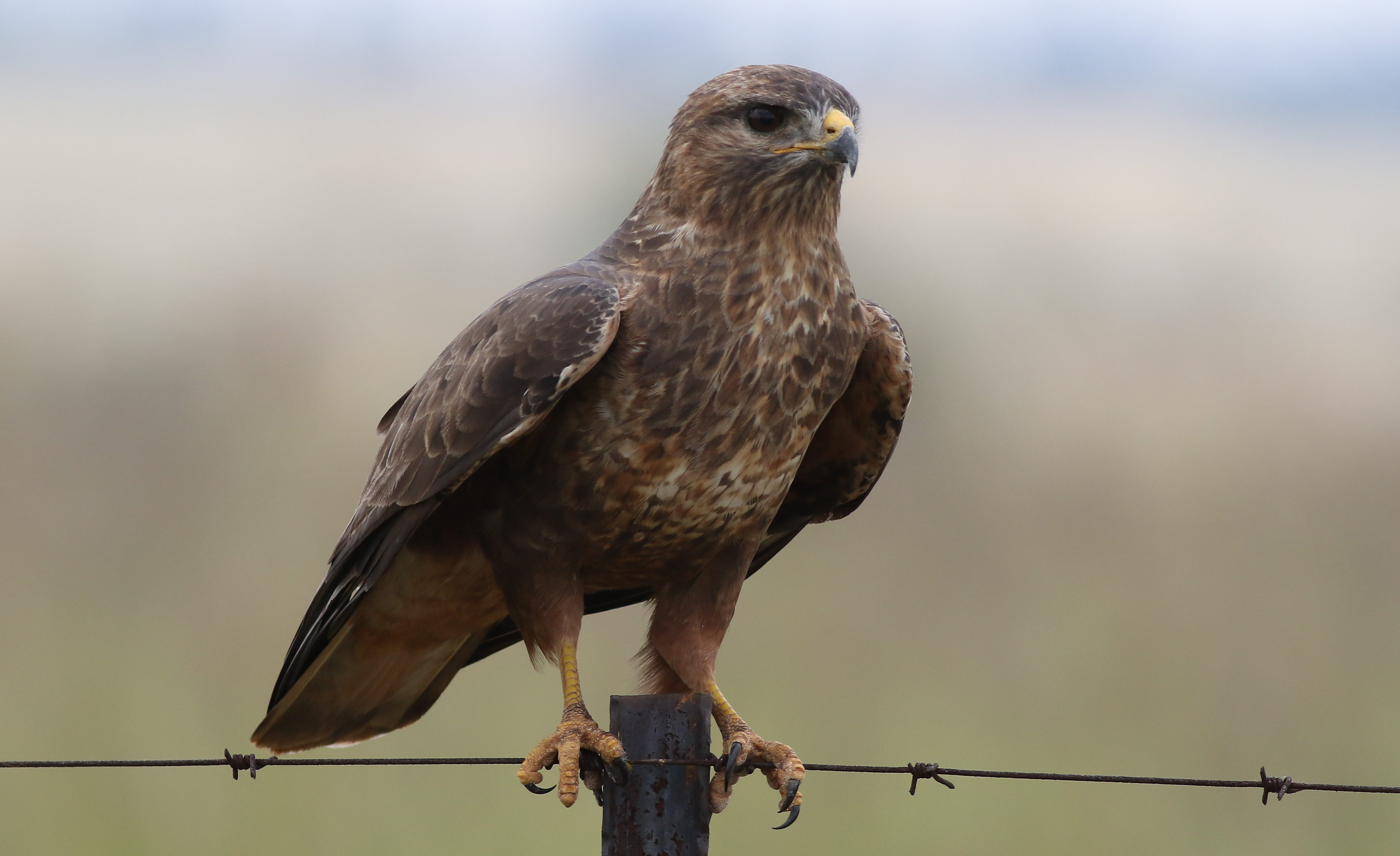
Ormvråk (Buteo buteo)
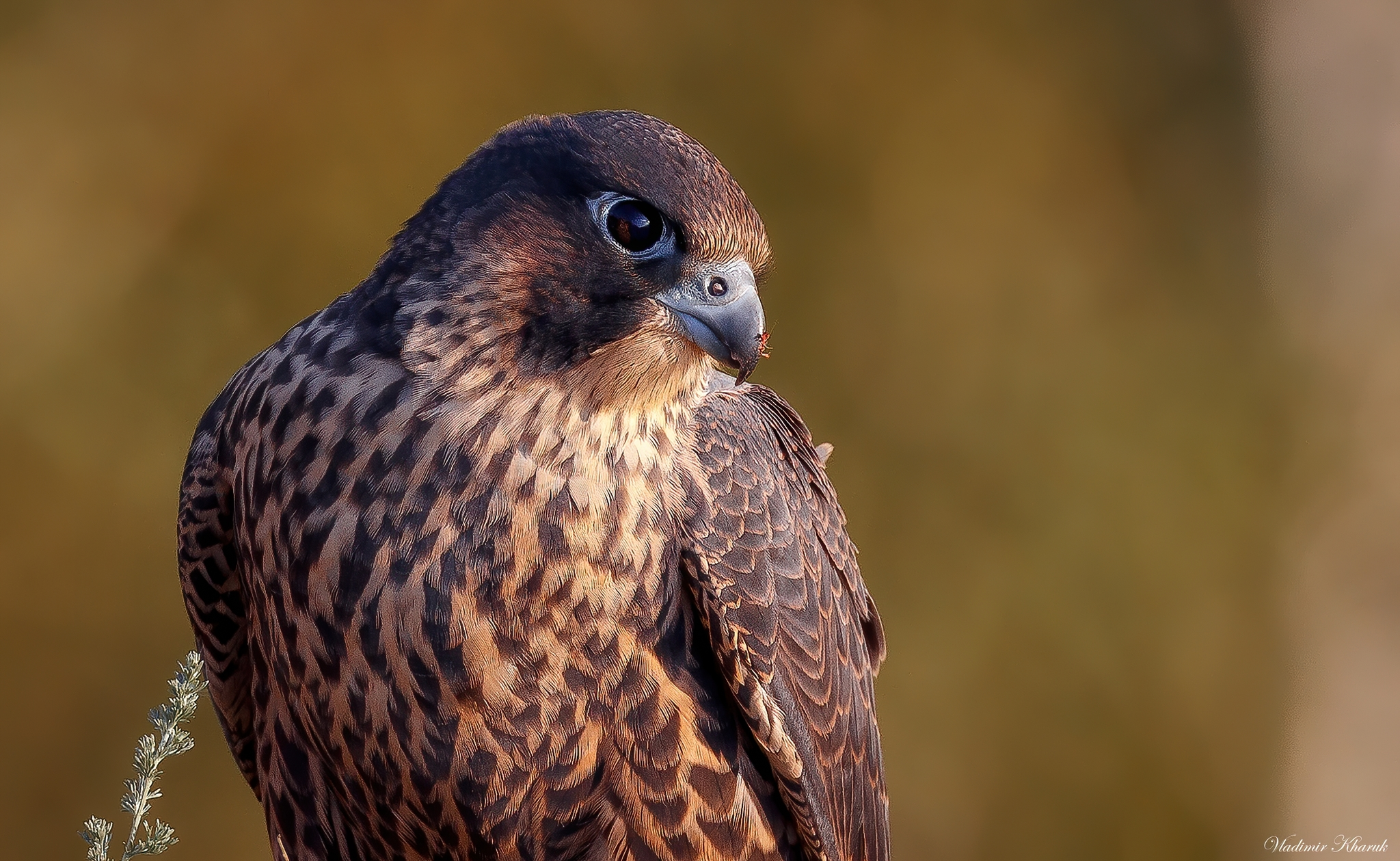
Pilgrimsfalk (Falco peregrinus)

## Sabel (hökanäf)
Slaghök har historiskt även givits till ett slags äldre svärd, en huggvärja eller kroksabel med viss krökning mot udden. Sådana ska ha brukats av både ryttare och fotsoldater och kallades slaghök eller hökanäf (höknäbb).